# Jean-Nicolas Gannal
Jean-Nicolas Gannal, né le 27 juillet 1791 à Sarrelouis (alors dans le département de la Moselle) et mort le 13 janvier 1852 à Paris, est un pharmacien, un chercheur et un inventeur. Il est le père fondateur de l'embaumement moderne et de la thanatopraxie.

## Biographie
Jean-Nicolas Gannal est né en 1791 à Sarrelouis (à l'époque ville française), dernier de onze enfants. Son père, François, était maître menuisier, puis architecte départemental de la Moselle. La famille Gannal, ou aussi Ganal, était originaire de Schruns dans le Vorarlberg autrichien, d'où elle avait émigré en 1680 vers Sarrelouis.
Il commence sa carrière comme pharmacien, apprenant ainsi les bases de la chimie. Il fait partie du service médical des armées durant les campagnes de guerre de Napoléon Ier de 1808 à 1812.
Il est successivement en service à Metz, Hanovre, et Lübeck. En 1812, il est attaché au QG du Maréchal Davout comme aide de camp interprète (il parle couramment l'allemand sans accent) jusqu'à Moguilev.
Capturé par les Russes le 10 décembre 1812 sur la Berezina, lors de la 'retraite de Moscou', interné à Wilno (Vilnius), évadé, il rejoint le quartier général à Dresde le 19 juin 1813, remployé de suite. Il déclare avoir été fait prisonnier 7 fois en 18 mois, la dernière fois par les Autrichiens.
Il rentre de captivité à Paris le 10-5-1814. où il mène une vie d'oisiveté. Puis, en 1815, il envisage de reprendre du service et même de créer un corps de francs-tireurs. 
Après sa démobilisation, il est attaché au laboratoire de chimie à l'École polytechnique de Paris jusqu'en 1818. Il est préparateur adjoint aux cours de Gay-Lussac et Thénard. Il est attaché au laboratoire de chimie de l'Académie des Sciences.
Il ensuite développe des méthodes de fabrication industrielle de cires, d'encres, de colles fortes et de gélatine à partir de sous-produits animaux qu'il conserve par des procédés chimiques. À partir de 1831 il étend ces procédés de conservation sur les corps humains, expérimentant de nombreuses solutions à des concentrations et températures diverses et obtenant finalement les meilleurs résultats avec une solution composée d'acétate et de chlorure d'aluminium dont il recommande l'injection dans les artères carotides sans drainage sanguin. Il reçoit le prix Montyon de l'Académie des Sciences en 1834, 1835 et 1836. Il obtient un brevet en 1837 pour sa méthode et son fluide de conservation et ouvre un laboratoire d'embaumement à Paris, rue Saint-Hippolyte. Il publie son ouvrage Histoire des Embaumements en 1838. Cet ouvrage traduit en anglais en 1840 sera à l'origine de la vogue qu'a connu en Amérique le "procédé Gannal".
Dès 1839, il fait l'objet de plusieurs controverses dont une suspicion d'usage d'arsenic dans sa solution ainsi qu'une réfutation sur l'invention du procédé d'injection par voie carotidienne, monopole qu'il perd par voie de justice en 1844. Il obtient un nouveau brevet en 1847 qui protège uniquement son fluide de conservation, mais celui-ci est rapidement supplanté par la formule à base de chlorure de zinc plus efficace de l'embaumeur concurrent J.P. Sucquet. Il vend les droits de son fluide à des entrepreneurs funéraires américains en 1845. Le travail de Gannal aura grandement contribué à accroître l'intérêt de l'embaumement chez les professionnels américains.
Il avait épousé Theresia Demar, la fille du compositeur orléanais d'origine allemande Sébastien Demar. Elle était elle-même musicienne et compositeur. Ensemble ils eurent, entre autres enfants, deux fils médecins et pharmaciens.
Jean-Nicolas Gannal eut pour successeurs son fils et son petit-fils qui, en 1903, cédèrent leur industrie à Elie Faure, le célèbre historien de l'art. Sur ses registres, parmi les embaumés par la méthode Gannal, on relève les noms d'Hortense Schneider, d'Anna de Noailles, de Paul Doumer, du maréchal Joffre et de bien d'autres célébrités…
Il est mort à Paris le 13 janvier 1852, à son domicile du 6 rue de Seine, et a été inhumé au cimetière du Montparnasse.

## Inventions et procédés[3]
On doit à Jean-Nicolas Gannal un nombre considérable de procédés, de découvertes ou d'inventions qui tous ont une application dans la vie courante.
On lui doit, par exemple, le procédé de raffinage du borax indigène, qui affranchit ainsi la France d'un coût d'importation annuel de plus d'un million de francs en numéraire.
En 1816, il met au point un système de cheminées à courant d'air chaud.
Il dépose un brevet d'invention pour la fabrication de sucs acidulés.
En 1821, il se lance dans la fabrication de gélatine, pour laquelle il dépose un brevet en 1823. C'est à cette époque qu'il conteste à la gélatine ses propriétés alimentaires et qu'il affranchit la France de l'importation de colles fortes étrangères, ce qui lui valut une médaille de bronze à l'Exposition de 1827.
Il propose en 1825 au ministre de la Justice comment lutter contre les altérations au chlore des actes publics, comment lutter contre les faux, le blanchiment du papier timbré et la fabrication frauduleuse du papier timbré lui-même.
En 1827, grâce à ses expériences, il prouve au corps médical que l'on peut guérir les catarrhes chroniques et certaines phtisies grâce à l'action des vapeurs de chlore.
En 1828, il présente à l'Académie des Sciences ses thèses, accompagnées d'échantillons, sur la reproduction du diamant.
On lui doit l'invention de la charpie vierge, pour le tiers du coût de la charpie ordinaire, en vue de l'expédition d'Afrique (1830).
C'est vers 1832, qu'il met au point et présente ce qui deviendra le procédé Gannal pour la préservation des tissus et des corps : une injection d'une solution de sulfate d'alumine (l'eau de Gannal ou liqueur de Gannal) dans la carotide en est le moyen,.
Le brevet sera déposé en 1837.